# بينينز

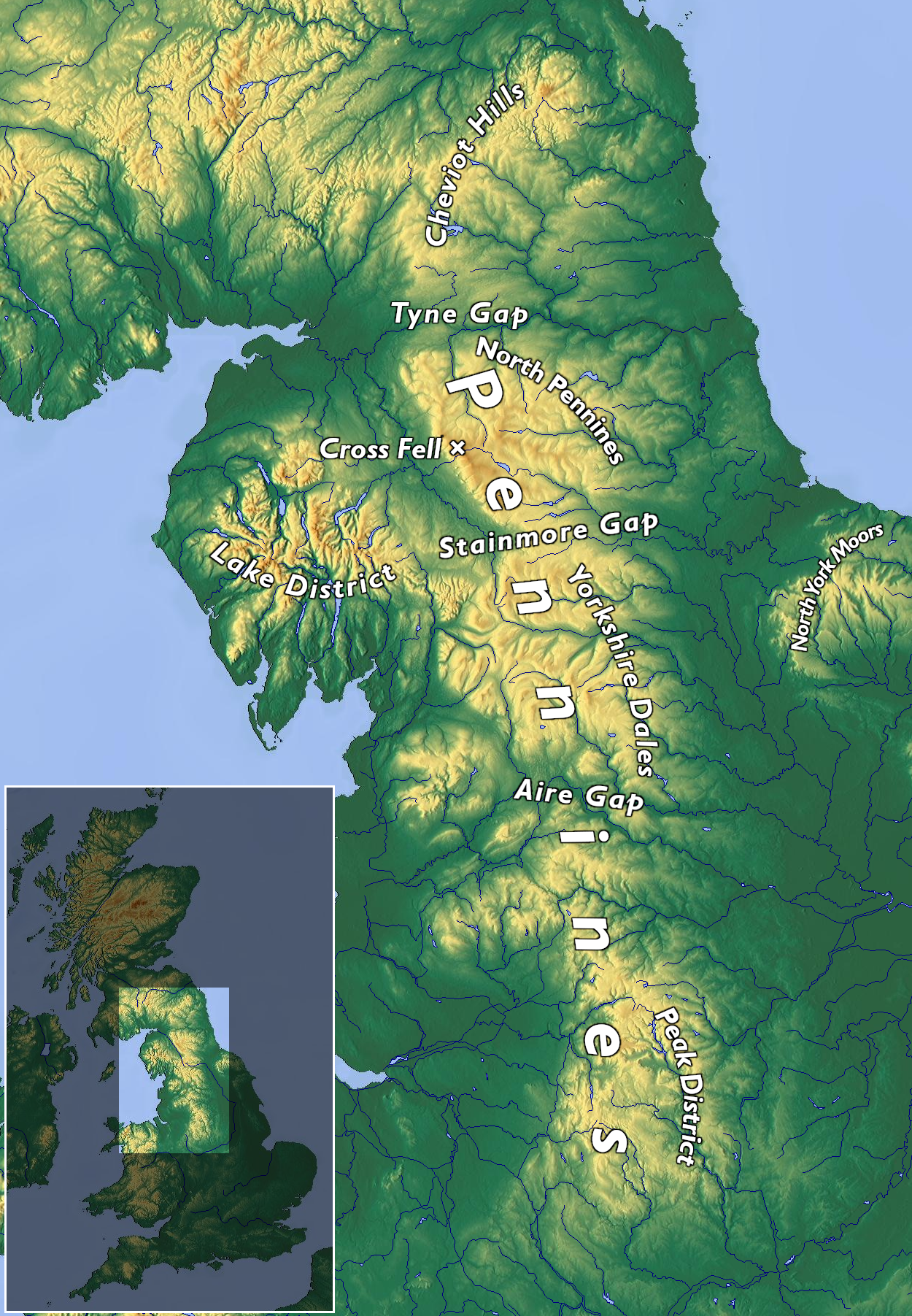
شمال إنجلترا والمناطق المجاورة ، تُظهر الامتداد العام لمنطقة بينينز

البينينز (/ˈpɛnaɪnz/)، والمعروفة أيضًا باسم Pennine Chain أو Pennine Hills ،  هي مجموعة من المرتفعات تمتد بين ثلاث مناطق في شمال إنجلترا: شمال غرب إنجلترا في الغرب، شمال شرق إنجلترا ويوركشاير وهامبر في الشرق. يوصف بشكل شائع بأنه «العمود الفقري لإنجلترا»،  يمتد النطاق شمالًا من منطقة الذروة في الطرف الجنوبي، عبر جنوب بينينز ويوركشاير ديلز وشمال بينينز إلى تاين جاب، التي تفصل النطاق عن بوردر مورز وشيفيوت هيلز عبر الحدود الأنجلو-اسكتلندية، على الرغم من أن بعض التعريفات تشملها. يقع جنوب Aire Gap حافزًا غربيًا إلى شرق لانكشاير، ويضم Rossendale Fells و West Pennine Moors  و Bowland Fells في شمال لانكشاير. يعتبر كل من Howgill Fells  و Orton Fells  في كمبريا بمثابة توتنهام بينين إلى الغرب من النطاق. تعتبر Pennines منطقة مستجمعات مائية مهمة بها العديد من الخزانات في المجاري الرئيسية لوديان الأنهار.
تم تصنيف منطقتي North Pennines و Nidderdale ذات الجمال الطبيعي الرائع (AONB)، وكذلك Bowland و Pendle Hill. تم دمج أجزاء من Pennines في حديقة Peak District الوطنية وحديقة Yorkshire Dales الوطنية. أقدم ممر لمسافات طويلة في بريطانيا، 268 ميلاً (429 كم) طريق بينين، ويمتد على طول معظم سلسلة بينين.

## اسم

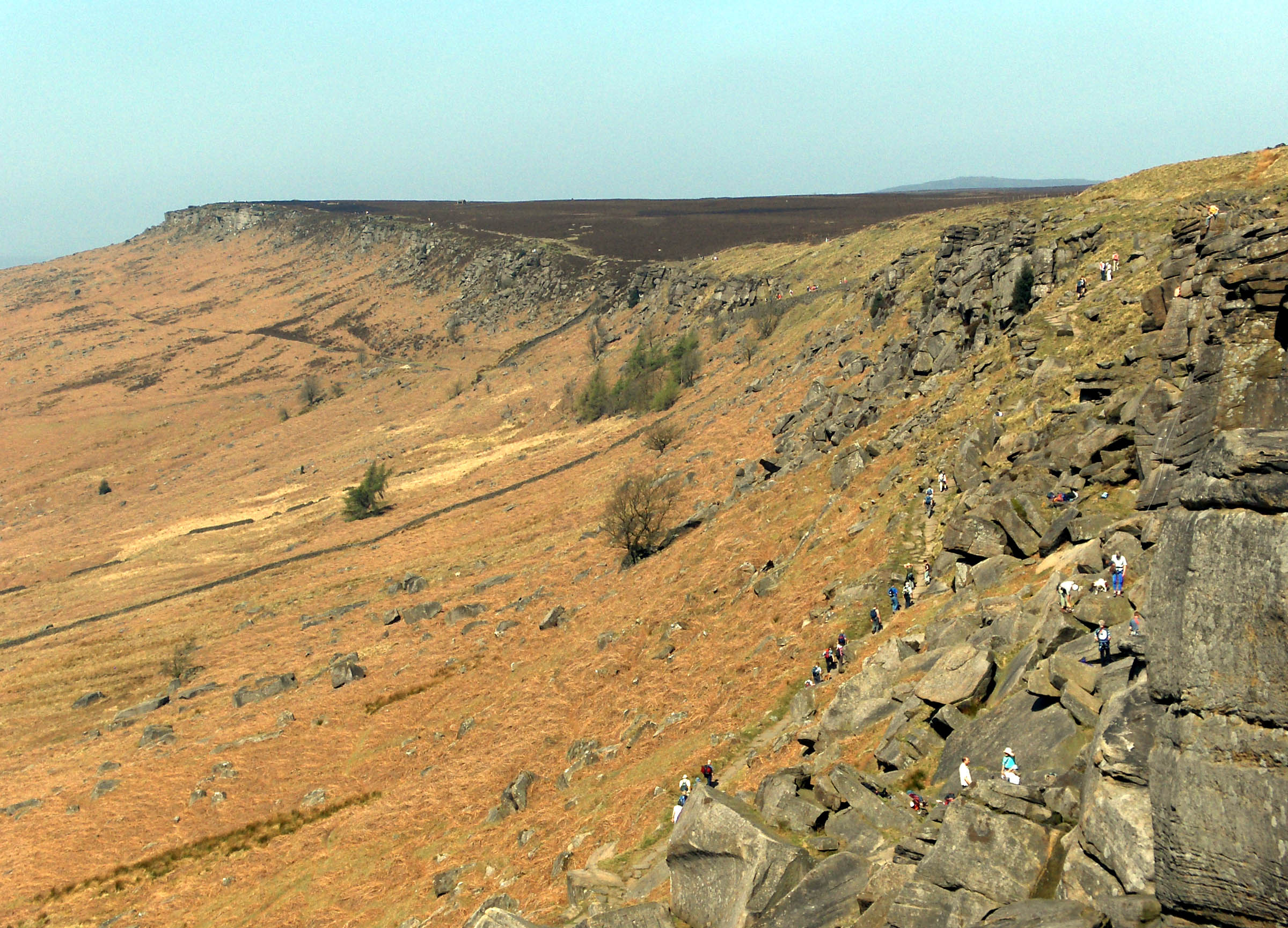
ستاناج إيدج في منطقة بيك

اقترحت العديد من أصول الكلام معاملة "Pennine" كاسم بريتوني / حديث ويلزي مرتبط بقلم- («رأس»). لم يصبح اسمًا شائعًا حتى القرن الثامن عشر، ومن شبه المؤكد أنه مشتق من المقارنات الحديثة مع جبال أبينين، التي تنزل في وسط إيطاليا بطريقة مماثلة. 
بعد مقال كتبه آرثر هوسي عام 1853،  أصبح اعتقادًا شائعًا أن الاسم مشتق من مقطع في وصف بريطانيا ((باللاتينية: De Situ Britanniæ)‏))،  تزييف تاريخي سيء السمعة ابتكره تشارلز بيرترام في أربعينيات القرن الثامن عشر وتم قبوله على أنه حقيقي حتى أربعينيات القرن التاسع عشر. في عام 2004، أعاد جورج ريدموندز تقييم ذلك، ووجد أن العديد من الكتاب المحترمين قد تجاوزوا أصل اسم الجبال في صمت حتى في الأعمال المكرسة لأصل الكلمة الطوبولوجي لديربيشاير ولانكشاير. وجد أن الاشتقاق من بيرترام كان يعتقد على نطاق واسع ويعتبر غير مريح. في الواقع، وجد ريدموندز مقارنات متكررة مع Apennines الإيطالية تعود على الأقل في وقت مبكر مثل William Camden (1551–1623)،  الذي أدرج بيرترام العديد من الأسماء والأفكار في عمله. كان بيرترام مسؤولاً (على الأكثر) عن الترويج للاسم ضد المتنافسين الآخرين مثل «الأنديز الإنجليزي» لدانيال ديفو. كان شكله الخاص من الاسم هو "Pennine Alps" (Alpes Peninos)، والذي يستخدم اليوم للقسم الغربي من جبال الألب القارية. تشتق هذه الجبال (المنطقة المحيطة بممر سانت برنارد) اسمها من اللاتينية آلب بونينا التي اشتق اسمها بشكل مختلف من القرطاجيين،  إله محلي،  وشبه جزيرة سلتيك. كان ممر سانت برنارد هو الممر المستخدم في غزوات إيطاليا من قبل جاليك بوي ولينجونيس في 390 قبل الميلاد. إن أصل كلمة Apennines نفسها - التي أشار اسمها لأول مرة إلى الطرف الشمالي ثم انتشر لاحقًا جنوبًا - هي أيضًا محل خلاف، ولكنها عادة ما تُشتق من شكل ما من أشكال القلم السلتي أو بن («الجبل، الرأس»).
العديد من البلدان والمعالم الجغرافية لها أسماء من أصل سلتيك، بما في ذلك بنريث، وبين-ي- غينت، ونهر عدن، وكومبريا. بشكل أكثر شيوعًا، تنتج الأسماء المحلية من المستوطنات الأنجلو ساكسونية والإسكندنافية. في يوركشاير وكمبريا، العديد من الكلمات ذات الأصل الإسكندنافي، غير شائعة الاستخدام في اللغة الإنجليزية القياسية، هي جزء من الكلام اليومي: على سبيل المثال، gill / ghyll (وادي شديد الانحدار)، بيك (جدول أو تيار)، سقط (تل)، ودايل (الوادي).

## الجغرافية

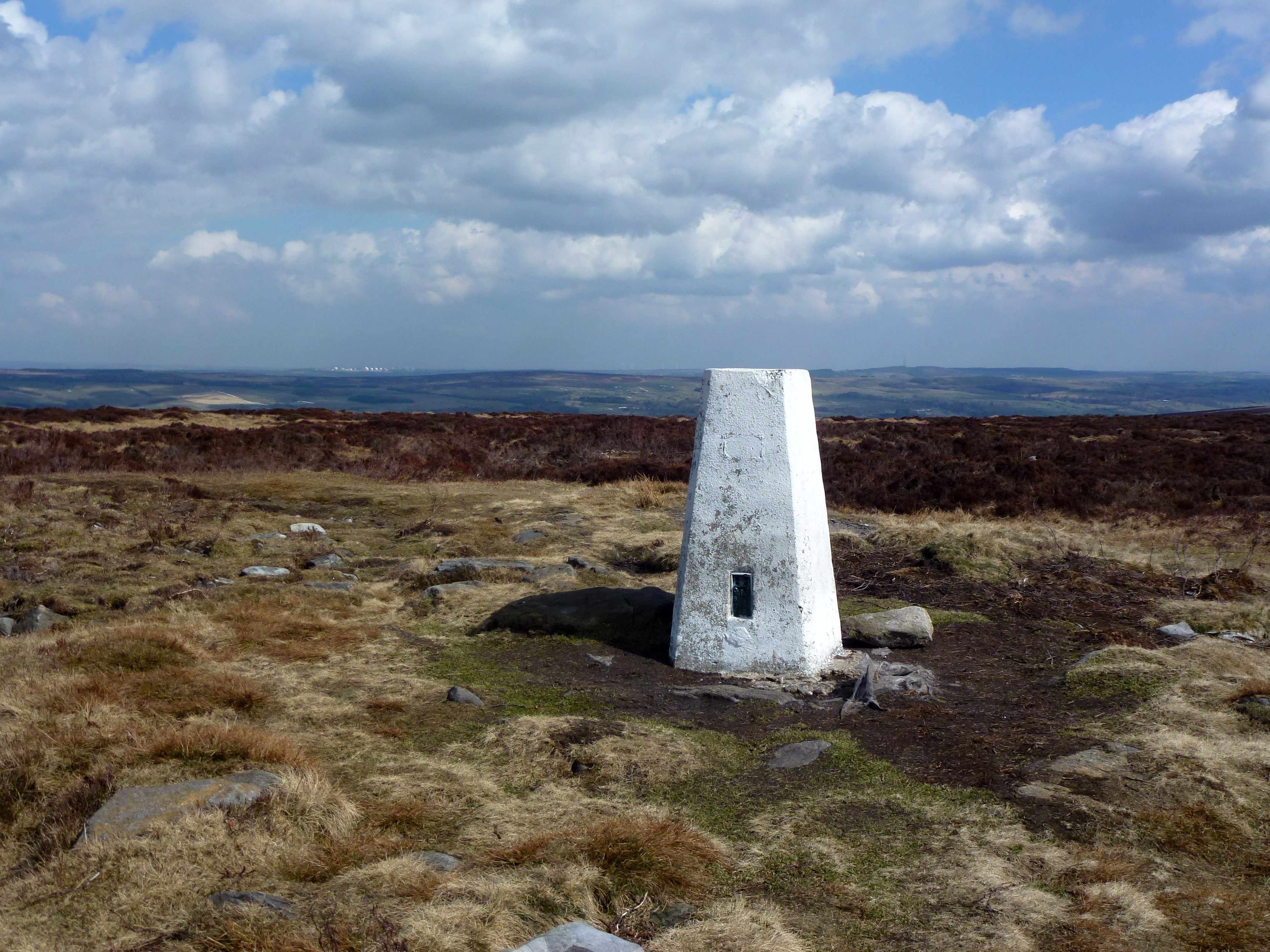
رومبالدز مور ، جنوب بينينز

يحد سلسلة جبال بينين الشمالية سفوح منطقة ليك ديستريكت، ومرتفعات هاوجيل فيلز، وأورتون فيلز، وبوردر مورز، وشيفيوت هيلز. إن West Pennine Moors و Rossendale Valley  وغابة Bowland  هي توتنهام غربي، والاثنتان السابقتان في جنوب بينينز. يعتبر كل من Howgill Fells  و Orton Fells  جزءًا من Pennines ، وكلاهما داخل حديقة Yorkshire Dales الوطنية. تحيط بـ Pennines أراض منخفضة واسعة النطاق بما في ذلك وادي Eden ، و West Lancashire Coastal Plain ، و Cheshire Plain ، و Vale of York ، و Humberhead Levels وMidland Plains .
تبدأ سلسلة جبال بينينز من Tyne Gap في الشمال،  وتفصل النطاق من Border Moors و Cheviot Hills عبر الحدود الأنجلو-اسكتلندية، وتستمر جنوبًا عبر North Pennines إلى Stainmore Gap حيث يجاور النطاق يوركشاير ديلز. ثم يستمر النطاق جنوبًا عبر يوركشاير ديلز إلى آير جاب التي تفصل يوركشاير ديلز من غابة بولاند إلى الجنوب الغربي وجنوب بينينز إلى الجنوب. يمتد النطاق الرئيسي لسلسلة Pennines جنوبًا من Aire Gap عبر South Pennines ، مفصولة عن غابة Bowland بواسطة Ribble Valley ، وتشمل وادي Rossendale و West Pennine Moors في الغرب،  قبل أن تجاور القمة الشمالية منطقة تقريبًا حول وادي Tame Valley و Standedge ووادي Holme . ثم يستمر النطاق حتى نهايته الجنوبية في منطقة الذروة، بينما تندمج السفوح الجنوبية في الأراضي المنخفضة وحوض وادي ترينت، مما يفصل النطاق من سهول ميدلاند إلى الجنوب.
على الرغم من أن Pennines تغطي المنطقة الواقعة بين Tyne Gap و Peak District ، فإن Pennine Way تؤثر على تصورات النطاقات الشمالية والجنوبية للمنطقة المحددة. The Border Moors و Cheviot Hills ، مفصولة عن طريق Tyne Gap و Whin Sill ، والتي تعمل على طول A69 وHadrian's Wall ، ليست جزءًا من Pennines ، ولكن ربما لأن طريق Pennine يعبرهم، يتم التعامل معهم على هذا النحو. يقال إن الطرف الجنوبي من بينينز يقع في قمة هاي بيك في ديربيشاير في إيديل، بداية طريق بينين، لكن نطاق التلال يستمر جنوبًا عبر منطقة بيك إلى وادي ترينت، يشمل شمال وشرق ستافوردشاير، وجنوب ديربيشاير.
تتميز معظم المناظر الطبيعية في بينين بمناطق المرتفعات من الأراضي المرتفعة التي تتخللها وديان أنهار أكثر خصوبة، على الرغم من أن المناظر الطبيعية تختلف في مناطق مختلفة. تتكون منطقة الذروة من التلال والهضاب والوديان، مقسمة إلى القمة المظلمة مع أراضي المستنقعات وحواف الحصى، والقمة البيضاء مع الوديان الجيرية. جنوب بينينز هي منطقة من التلال والمستنقعات ذات الوديان الضيقة بين منطقة بيك ويوركشاير ديلز. يهيمن على Bowland شكل أرضي في المرتفعات الوسطى من الحجارة الحبيبية العميقة المحفورة والمغطاة بمساحات من المستنقعات المغطاة بالخلنج والوديان المشجرة شديدة الانحدار التي تربط بين المناظر الطبيعية للأراضي المرتفعة والمنخفضة. المناظر الطبيعية أعلى وأكثر جبلية في يوركشاير ديلز وشمال بينينز. تتميز منطقة يوركشاير ديلز بالوديان والمستنقعات والهضاب  بينما تتكون منطقة شمال بينينز من الهضاب والمستنقعات والهضاب والحواف والوديان، مع وجود معظم القمم العليا في الغرب.

### ارتفاع

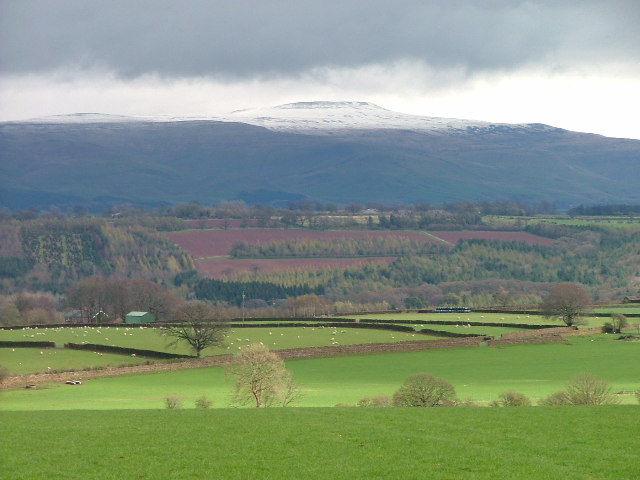
Cross Fell ، أعلى نقطة في Pennines

ارتفاع أقل من 3,000 قدم (900 م) ، البينينز هي هضاب، مع معظم التضاريس الجبلية في الشمال. أعلى نقطة هي Cross Fell في شرق كمبريا، على 2,930 قدم (893 م) والقمم الرئيسية الأخرى في North Pennines هي Great Dun Fell 2,782 قدم (848 م) ، ميكل فيل 2,585 قدم (788 م) ، ومقعد Burnhope 2,451 قدم (747 م) . تشمل القمم الرئيسية في يوركشاير ديلز 2,415 قدم (736 م) ويرنسايد، إنجليبورو 2,372 قدم (723 م) ، مقعد مرتفع 2,328 قدم (710 م) ، سقط الخنزير البري 2,324 قدم (708 م) و Pen-y-ghent 2,274 قدم (693 م) . تشمل القمم الرئيسية في غابة Bowland واردز ستون 1,841 قدم (561 م) ، Fair Snape Fell 1,710 قدم (521 م) ، وسقط هوثورنثويت 1,572 قدم (479 م) . التضاريس منخفضة باتجاه الجنوب والقمم الوحيدة التي تتجاوز 2,000 قدم (610 م) هي Kinder Scout 2,087 قدم (636 م) و Bleaklow 2,077 قدم (633 م) في منطقة الذروة. تشمل القمم الرئيسية الأخرى في South Pennines و Peak District Black Hill 1,909 قدم (582 م) ، ساطع تور 1,834 قدم (559 م) ، أسود Chew Head 1,778 قدم (542 م) ، رومبالدز مور 1,319 قدم (402 م) ووينتر هيل 1,496 قدم (456 م) .

### تصريف المياه

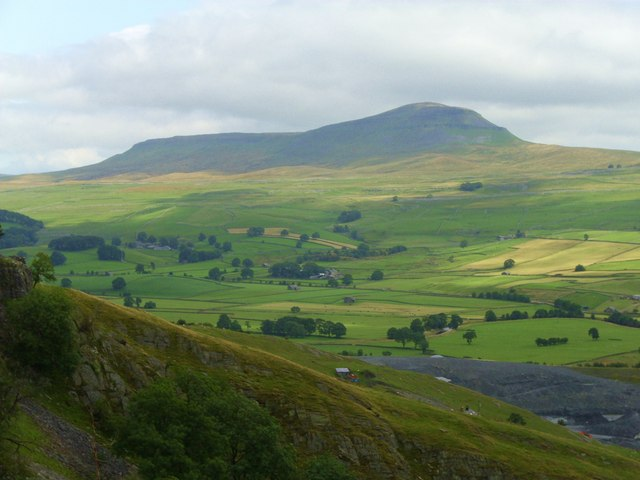
ريبلسديل ، يوركشاير ديلز

بالنسبة للكثير من أطوالها، تعد تلال بينين هي مستجمعات المياه الرئيسية في شمال إنجلترا، حيث تقسم الشرق والغرب. تتدفق أنهار عدن وريبل ودين وروافد ميرسي (بما في ذلك نهر إيرويل وتامي وجويت) غربًا باتجاه البحر الأيرلندي.
على الجانب الشرقي من Pennines ، تصب كل من أنهار Tyne و Wear و Tees مباشرة إلى بحر الشمال. يتدفق كل من Swale و Ure و Nidd و Wharfe و Aire و Calder و Don إلى Yorkshire Ouse ، ويصلون إلى البحر عبر مصب Humber .
يتدفق نهر ترينت حول الطرف الجنوبي من بينينز وشمالًا على الجانب الشرقي يأخذ المياه من الروافد، ولا سيما الحمامة وديرونت. يستنزف نهر ترينت الجانبين الشرقي والغربي من جنوب بينينز، ويصل أيضًا إلى بحر الشمال عبر مصب هامبر. يلتقي ترينت وأوس ويدخلان هامبر في ترينت فولز. يمكن أن يصل الحد الأقصى من التفريغ عبر هامبر إلى 1500 م 3 / ث (53000 قدم مكعب / ثانية).

### المناخ
مناخ بينين معتدل بشكل عام مثل مناخ بقية إنجلترا، لكن التلال لديها المزيد من الأمطار والرياح الأقوى والطقس البارد أكثر من المناطق المحيطة. المرتفعات العالية لها مناخ التندرا. تساقط الثلوج على جبال البنين أكثر من المناطق المنخفضة المحيطة بها بسبب الارتفاع والمسافة من الساحل. على عكس المناطق المنخفضة في إنجلترا، يمكن أن يكون لدى Pennines شتاء قاسيا للغاية.
يعد الشمال الغربي من بين أكثر المناطق رطوبة في إنجلترا ويسقط الكثير من الأمطار على جبال بينينز. الجانب الشرقي أكثر جفافاً من الغرب - يحمي ظل المطر شمال شرق إنجلترا من هطول الأمطار الذي كان من الممكن أن يسقط هناك.
هطول الأمطار مهم للتنوع البيولوجي في المنطقة وللسكان. تقع العديد من البلدات والمدن على طول الأنهار المتدفقة من التلال وفي شمال غرب إنجلترا يتم تعويض نقص المياه الجوفية الطبيعية عن طريق الخزانات.
نحتت المياه الوديان والكهوف والمناظر الطبيعية من الحجر الجيري في يوركشاير ديلز ومنطقة بيك. في بعض المناطق، ساهم هطول الأمطار في ضعف التربة، مما أدى جزئيًا إلى المناظر الطبيعية للأراضي المستنقعية التي تميز الكثير من النطاق. في المناطق الأخرى التي لم تتدهور فيها التربة، أدى ذلك إلى وجود نباتات مورقة.
لغرض زراعة النباتات، تقع بينينز في مناطق الصلابة 7 و 8، على النحو المحدد من قبل وزارة الزراعة الأمريكية. المنطقة 8 شائعة في معظم أنحاء المملكة المتحدة، والمنطقة 7 هي المنطقة الأكثر برودة في المملكة المتحدة. تعتبر Pennines وScottish Highlands و Southern Uplands وSnowdonia هي المناطق الوحيدة في المملكة المتحدة في المنطقة 7.

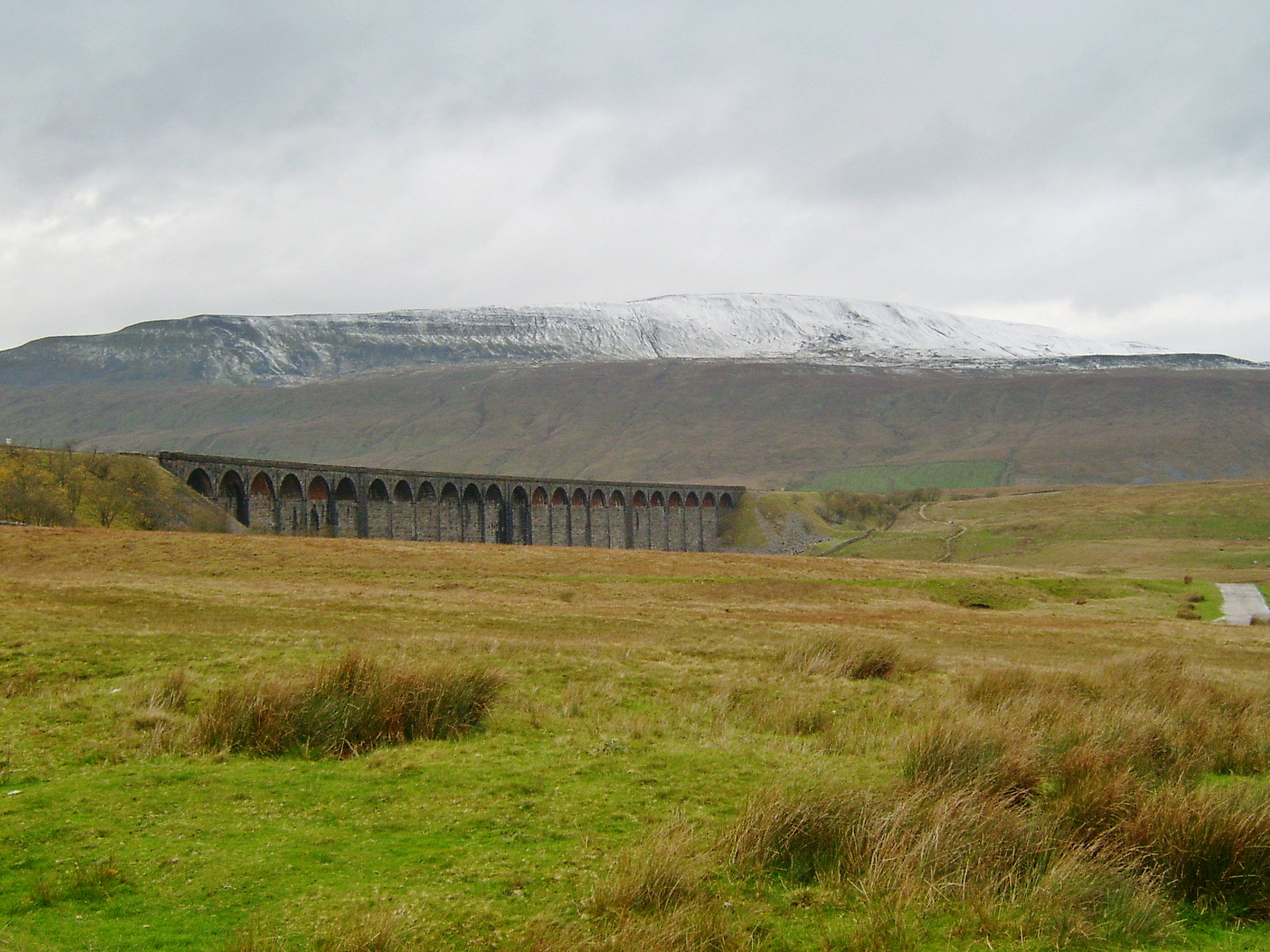
ويرنسايد ، يوركشاير ديلز

| البيانات المناخية لـ{{{location}}} | البيانات المناخية لـ{{{location}}} | البيانات المناخية لـ{{{location}}} | البيانات المناخية لـ{{{location}}} | البيانات المناخية لـ{{{location}}} | البيانات المناخية لـ{{{location}}} | البيانات المناخية لـ{{{location}}} | البيانات المناخية لـ{{{location}}} | البيانات المناخية لـ{{{location}}} | البيانات المناخية لـ{{{location}}} | البيانات المناخية لـ{{{location}}} | البيانات المناخية لـ{{{location}}} | البيانات المناخية لـ{{{location}}} | البيانات المناخية لـ{{{location}}} |
| الشهر                              | يناير                              | فبراير                             | مارس                               | أبريل                              | مايو                               | يونيو                              | يوليو                              | أغسطس                              | سبتمبر                             | أكتوبر                             | نوفمبر                             | ديسمبر                             | المعدل السنوي                      |
| ---------------------------------- | ---------------------------------- | ---------------------------------- | ---------------------------------- | ---------------------------------- | ---------------------------------- | ---------------------------------- | ---------------------------------- | ---------------------------------- | ---------------------------------- | ---------------------------------- | ---------------------------------- | ---------------------------------- | ---------------------------------- |
| [بحاجة لمصدر]                      |                                    |                                    |                                    |                                    |                                    |                                    |                                    |                                    |                                    |                                    |                                    |                                    |                                    |

## جيولوجيا

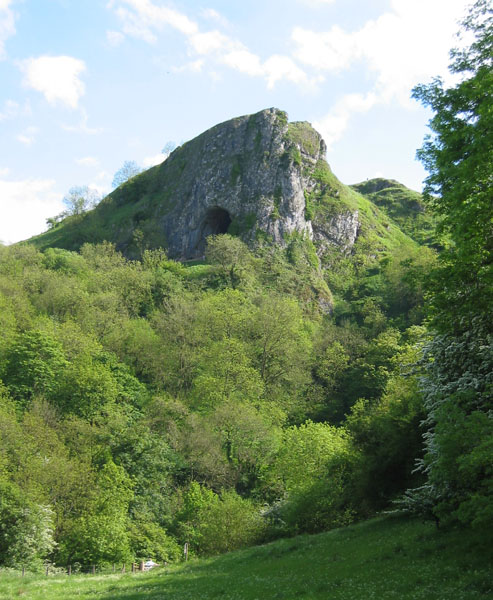
مشهد من الحجر الجيري في كهف ثور ، منطقة بيك

تم نحت بينينز من سلسلة من الهياكل الجيولوجية التي يكون شكلها العام عبارة عن خط عريض يمتد محوره في اتجاه الشمال والجنوب. تتزامن North Pennines مع Alston Block وتتزامن Yorkshire Dales مع Askrigg Block . في الجنوب منطقة بيك هي في الأساس قبة مسطحة.
يتكون كل من الهياكل من الحجر الجيري الكربوني المغطى بحجر الرحى. الحجر الجيري مكشوف على السطح في North Pennines و Yorkshire Dales و Peak District. في Dales and the White Peak ، تسبب التعرض للحجر الجيري في تكوين أنظمة كهوف كبيرة ومجاري مائية. في الوديان، تُعرف الكهوف أو الحفر باسم «الأواني» بلهجة يوركشاير . وهي تشمل بعضًا من أكبر الكهوف في إنجلترا في Gaping Gill ، أكثر من 350 قدم (107 م) وعاء عميق وروتين، 365 قدم (111 م) عميق. تيتان في منطقة بيك، أعمق ممر معروف في بريطانيا، متصل بكهف بيك في كاسلتون، ديربيشاير، أكبر مدخل كهف في البلاد. أدى تآكل الحجر الجيري إلى تكوينات جيولوجية، مثل أرصفة الحجر الجيري في خليج ملهام .
بين المناطق الشمالية والجنوبية من الحجر الجيري المكشوف بين Skipton و Dark Peak يوجد حزام من الحجر الجيري المكشوف. هنا تشكل الصخور الصخرية والحجارة الرملية في Millstone Grit تلالًا عالية تحتلها مستنقعات مغطاة بالأعشاب السرخسية والجفتية والخلنج والأعشاب الخشنة؛  الأرض المرتفعة غير قابلة للزراعة وبالكاد تصلح للمراعي.

## التاريخ

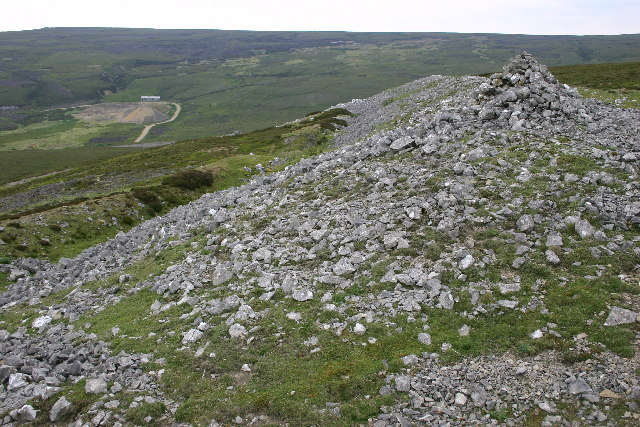
مستوطنة ما قبل التاريخ على Harkerside Moor في Swaledale

احتوت مرتفعات بينين على مستوطنات من العصر البرونزي، وبقايا أدلة على مستوطنة العصر الحجري الحديث بما في ذلك العديد من الدوائر الحجرية والتنجيم، مثل لونج ميج وبناتها.
تم التحكم في تلال بينين من قبل اتحاد القبائل لـ Brigantes ، المكون من قبائل صغيرة سكنت المنطقة وتعاونت في الشؤون الدفاعية والخارجية. لقد طوروا شكلاً مبكرًا من المملكة. خلال العصر الروماني، كان الرومان يسيطرون على بريجانتس الذين استغلوا البينيني لمواردهم الطبيعية بما في ذلك الحيوانات البرية الموجودة هناك.
خلال العصور الإسكندنافية، استقر الفايكنج الدنماركيون في البينينز في الشرق والفايكنج النرويجيين في الغرب. أثر الفايكنج على أسماء الأماكن والثقافة وعلم الوراثة. عندما تم توحيد إنجلترا، تم دمج بينينز. يشبه مزيج تراث السلتيك والأنجلو ساكسوني والفايكنج الكثير من بقية شمال إنجلترا وتطورت ثقافتها جنبًا إلى جنب مع جيرانها في الأراضي المنخفضة في شمال غرب وشمال شرق إنجلترا. لم يكن بينينز نظام حكم سياسي متميز، ولكن تم تقسيمه بين المقاطعات المجاورة في شمال شرق وشمال غرب إنجلترا. كان جزء كبير منها في West Riding of Yorkshire .

## الديموغرافيا
منطقة بينين قليلة السكان وفقًا للمعايير الإنجليزية. تقع المراكز السكانية الأكبر في سفوح التلال والأراضي المنخفضة المتاخمة لنطاق بينين الجنوبي، مثل بارنسلي، تشيسترفيلد، هاليفاكس، هدرسفيلد، ماكليسفيلد، أولدهام، بيري، روتشديل، ميدلتون، وستوكبورت ولكن معظم منطقة بينين الشمالية قليلة السكان. مدن برادفورد وديربي وليدز ومانشستر وشيفيلد وستوك أون ترينت وويكفيلد تقع أيضًا في سفوح التلال والأراضي المنخفضة المحيطة.

## الاقتصاد

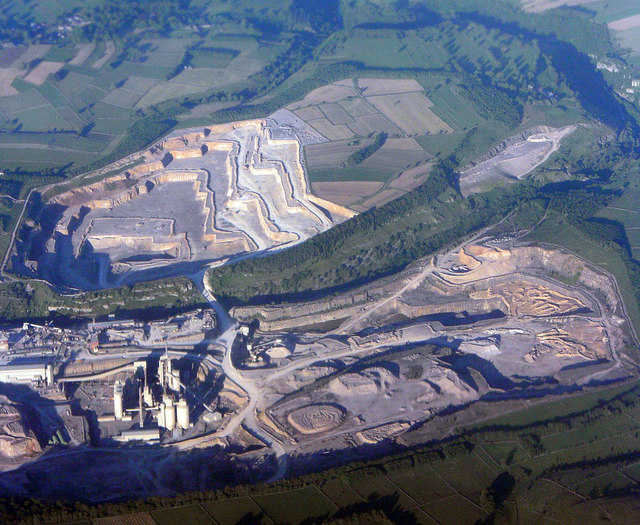
محجر تونستد ، منطقة بيك

وتشمل الأنشطة الاقتصادية الرئيسية في البنين تربية الأغنام والمحاجر والتمويل والسياحة. في منطقة بيك، السياحة هي العمالة المحلية الرئيسية لسكان الحديقة (24 ٪)، مع الصناعات التحويلية (19 ٪) والمحاجر (12 ٪) مهمة أيضا في حين أن 12 ٪ يعملون في الزراعة. الحجر الجيري هو أهم المعادن التي يتم استخراجها، خاصة للطرق والأسمنت، في حين أن المواد المستخرجة الأخرى تشمل الصخر الزيتي للأسمنت والحجر الصخري لحجر البناء. يتم استغلال الينابيع في بوكستون وأشبورن لإنتاج المياه المعدنية المعبأة في زجاجات وهناك ما يقرب من 2700 مزرعة في الحديقة الوطنية. وغالبية سكان جنوب البنين صناعيون، وتشمل الصناعات الرئيسية المنسوجات والمحاجر والتعدين، في حين تشمل الأنشطة الاقتصادية الأخرى داخل جنوب بينينز السياحة والزراعة.
على الرغم من أن غابة Bowland هي في الغالب ريفية، فإن الأنشطة الاقتصادية الرئيسية في المنطقة تشمل الزراعة  والسياحة. في يوركشاير ديلز، تمثل السياحة 350 مليون جنيه إسترليني من الإنفاق كل عام بينما تهيمن على العمالة في الغالب قطاعات الزراعة والإقامة والغذاء. هناك أيضًا تحديات كبيرة لإدارة السياحة والزراعة والتطورات الأخرى داخل الحديقة الوطنية. تشمل الأنشطة الاقتصادية الرئيسية في North Pennines السياحة والزراعة والأخشاب واستغلال المحاجر الصغيرة، بسبب المناظر الطبيعية الريفية.

## المواصلات

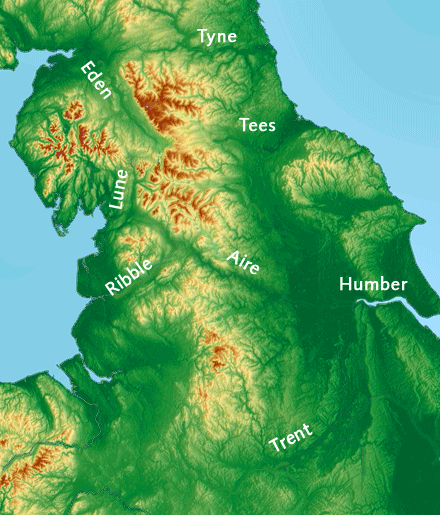
يتم عبور البينينز بعدة ممرات ، تتماشى في الغالب مع الأنهار الرئيسية.

تشمل الفجوات التي تسمح بالاتصال بين الغرب والشرق عبر بينينز فجوة تاين بين بنينز وشيفيوتس، والتي من خلالها يربط طريق A69 وخط سكة حديد تاين فالي بين كارلايل ونيوكاسل أبون تاين. الطريق A66 ، قمته على 1,450 قدم (440 م) ، يتبع مسار طريق روماني من سكوتش كورنر إلى بنريث عبر Stainmore Gap بين وادي عدن في كمبريا وتيسديل في مقاطعة دورهام. يربط Aire Gap لانكشاير ويوركشاير عبر وديان Aire و Ribble . تشمل الطرق الأخرى عالية المستوى ممر Buttertubs ، الذي سمي من حفر الحجر الجيري بالقرب من 1,729 قدم (527 م) القمة، بين Hawes في Wensleydale و Swaledale والطريق A684 من Sedbergh إلى Hawes عبر Garsdale Head التي تصل إلى 1,100 قدم (340 م).
إلى الجنوب من الطريق A58 يمر عبر وادي كالدر بين غرب يوركشاير ومانشستر الكبرى ليصل إلى 1,282 قدم (391 م) بين Littleborough و Ripponden ، في حين أن الطريق A646 على طول وادي كالدر بين بيرنلي وهاليفاكس يصل إلى 764 قدم (233 م) بعد أرضيات الوادي. في منطقة Peak ، يربط طريق A628 Woodhead الطريق السريع M67 في مانشستر الكبرى مع الطريق السريع M1 في جنوب يوركشاير، ويتم عبور طريق Holme Moss بالطريق A6024 ، حيث تقع أعلى نقطة بالقرب من محطة إرسال Holme Moss بين Longdendale و Holmfirth .
يتم عبور بينينز بواسطة الطريق السريع M62 ، وهو أعلى طريق سريع في إنجلترا على 1,221 قدم (372 م) . على Windy Hill بالقرب من تقاطع 23.
- تربط قناة هيدرسفيلد الضيقة هيدرسفيلد في الشرق بمانشستر في الغرب. عندما تصل إلى مارسدن، فإنها تمر تحت التلال عبر نفق Standedge إلى Diggle . كل أسبوعين خلال موسم الصيف، يمكن للمرء المرور عبر النفق على متن قارب عام ضيق.[48]
- تعبر قناة Rochdale بينينز عبر Rochdale ، وتربط مدينة السوق Sowerby Bridge مع مانشستر.
- تعبر قناة ليدز وليفربول، الأطول والأكثر شمالًا، بينينز عبر سكيبتون وبيرنلي وتشورلي ويغان وتربط ليدز في الشرق وليفربول في الغرب.

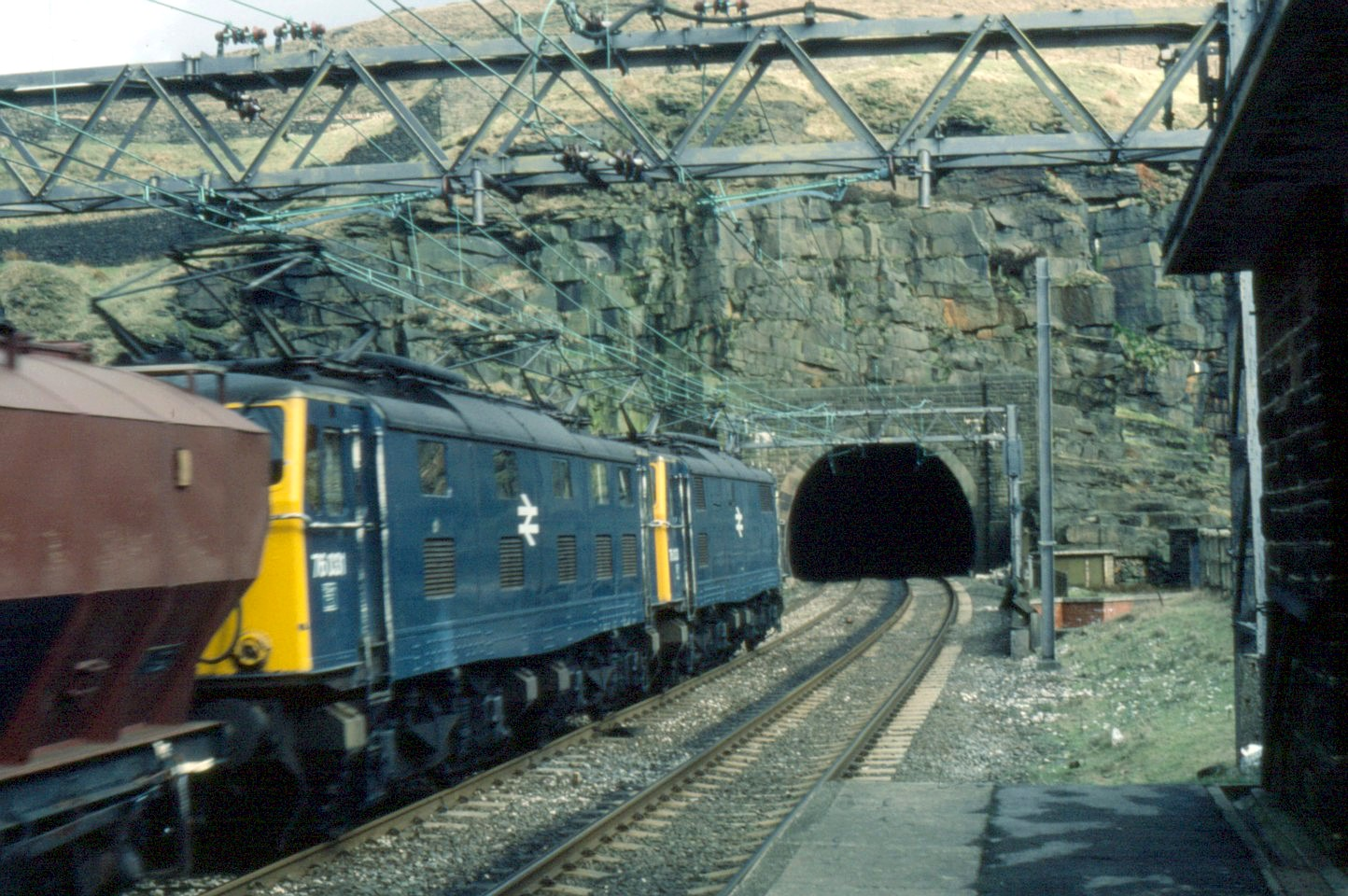
قطار باللون الأزرق البريطاني على وشك الدخول إلى البوابة الغربية لوودهيد 3 ، قبل وقت قصير من إغلاقه في عام 1981

تم الانتهاء من أول نفق من ثلاثة أنفاق وودهيد بواسطة سكة حديد شيفيلد وأشتون أندر لين ومانشستر في عام 1845، والتي صممها تشارلز فيجنولز وجوزيف لوك . في وقت اكتماله في عام 1845، كان Woodhead 1 أحد أطول أنفاق السكك الحديدية في العالم بطول 3 الأميال 13 ياردة (4840 م)؛ كان الأول من بين عدة أنفاق عابرة بينين بما في ذلك أنفاق Standedge و Totley ، والتي هي أطول قليلاً فقط. تم استبدال النفقين الأولين بـ Woodhead 3، والتي كانت أطول على بعد 3 أميال و 66 ياردة (4860 م). كان يشعر بالملل بسبب كهربة الطريق واكتمل في عام 1953. افتتح النفق وزير النقل آلان لينوكس بويد في 3 يونيو 1954. تم تصميمه من قبل السير ويليام هالكرو وشركاه. تم إغلاق الخط في عام 1981.
استحوذت سكة حديد لندن والشمال الغربي على سكة حديد هيدرسفيلد ومانشستر في عام 1847 وأنشأت نفقًا أحادي الخط موازٍ لنفق القناة في Standedge بطول 3 أميال و 57 ياردة (4803 م). يتم تشغيل خدمات السكك الحديدية على طول خط Huddersfield بين محطتي Huddersfield و Victoria وPiccadilly في مانشستر بواسطة TransPennine Express و Northern . بين عامي 1869 و 1876، بنت سكة حديد ميدلاند خط سيتل كارلايل عبر مناطق نائية ذات مناظر خلابة في بينينز من بالقرب من سيتل إلى كارلايل مروراً بأبلبي إن ويستمورلاند ومستوطنات أخرى، بعضها على مسافة من محطاتهم. لقد نجا الخط، على الرغم من الأوقات الصعبة  ويتم تشغيله بواسطة Northern Rail.
مسار ترانس بينين، طريق لمسافات طويلة لراكبي الدراجات وراكبي الخيول والمشاة، يمتد من الغرب إلى الشرق بجانب الأنهار والقنوات، على طول مسارات السكك الحديدية المهجورة وعبر البلدات والمدن التاريخية من ساوثبورت إلى هورنسي (207 ميل (333 كـم)). يعبر الشمال والجنوب طريق بينين (268 ميل (431 كـم)) في Crowden-in-Longdendale .

## الحدائق الوطنية

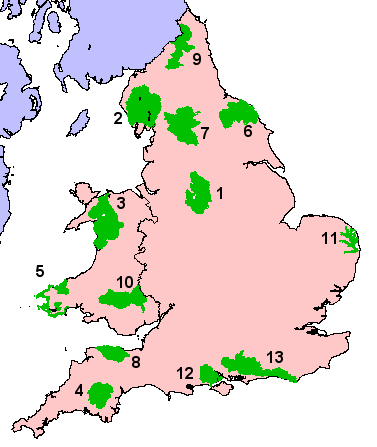
المنتزهات الوطنية في إنجلترا وويلز ؛ تشمل منطقتان مناطق من Pennines ، التي تم تحديدها بالرقم 7 و 1

مناطق كبيرة من Pennines محمية مثل المتنزهات الوطنية في المملكة المتحدة ومناطق ذات جمال طبيعي أخاذ (AONBs). تتمتع المناطق ذات الجمال الطبيعي الأخاذ بنفس الحماية التي تتمتع بها المتنزهات الوطنية. الحدائق الوطنية داخل بينينز هي حديقة يوركشاير ديلز الوطنية (7) ومتنزه بيك ديستريكت الوطني (1).

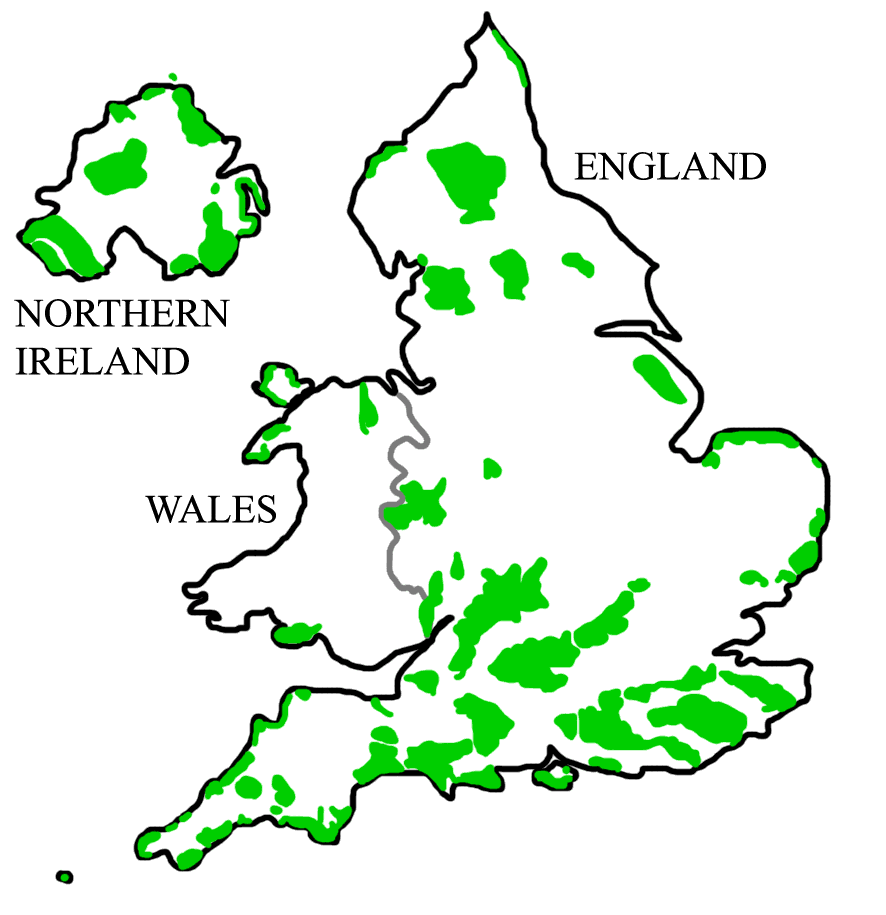
إنجلترا وويلز وأيرلندا الشمالية AONBs. تستضيف Pennines ثلاثة ، مع واحد كبير يحمي North Pennines.

تنافس North Pennines AONB شمال يوركشاير ديلز الحديقة الوطنية من حيث الحجم وتضم بعضًا من أعلى قمم بينينز والمناطق الأكثر عزلة وقلة عدد السكان. AONBs الأخرى هي Nidderdale شرق يوركشاير ديلز، و Bowland Fells ، بما في ذلك Pendle Hill ، غرب Yorkshire Dales.

## الغة
كانت اللغة المستخدمة في عصور ما قبل الرومان والرومان هي اللغة البريتونية الشائعة . خلال العصور الوسطى المبكرة، تطورت لغة كومبريك . القليل من الأدلة على كومبريك لا يزال، لذلك من الصعب التأكد مما إذا كان مختلفًا عن الويلزية القديمة أم لا. مدى المنطقة التي تحدث فيها كومبريتش غير معروف أيضًا.
خلال العصر الأنجلو ساكسوني، تمت تسوية المنطقة من قبل الشعوب الأنجليكانية في Mercia وNorthumbria ، بدلاً من الشعب الساكسوني في جنوب إنجلترا . ظل الكلام السلتي في معظم مناطق بينينز لفترة أطول مما كان عليه في المناطق المحيطة بإنجلترا. في نهاية المطاف، تم استبدال اللغة السلتية في بينينز باللغة الإنجليزية المبكرة حيث استقر الأنجلو ساكسون والفايكنج في المنطقة واستوعبوا الكلت.
خلال عصر الفايكنج، جلب المستوطنون الإسكندنافيون لغتهم، الإسكندنافية القديمة. كان اندماج اللغة النرويجية والإنجليزية القديمة مهمًا في تشكيل اللغة الإنجليزية الوسطى وبالتالي الإنجليزية الحديثة، ولا تزال العديد من الكلمات الفردية من أصل نورسي مستخدمة في اللهجات المحلية، مثل تلك الموجودة في يوركشاير، وفي أسماء الأماكن المحلية.

## الفولكلور والعادات
يعتمد الفولكلور والعادات في الغالب على عادات وفولكلور سلتيك والأنجلو ساكسوني والفايكنج.  تعود أصول العديد من العادات والقصص إلى التقاليد الوثنية المسيحية.  في منطقة الذروة، من العادات البارزة ارتداء الملابس الجيدة، والتي تعود أصولها إلى التقاليد الوثنية التي أصبحت مسيحية.

## النباتية
تتكيف النباتات في المرتفعات بينينز مع المناظر الطبيعية والمناخات الأرضية وشبه القطبية. يمكن العثور على النباتات الموجودة هناك في مناطق أخرى من الأراضي المستنقعية في شمال أوروبا وتوجد بعض الأنواع أيضًا في مناطق التندرا. في مناطق حصى حجر الرحى بينين فوق ارتفاع 900 قدم (270 م) التربة السطحية حمضية للغاية، ودرجة الحموضة 2 إلى 4، بحيث يمكن أن تنمو فقط السرخس، والخلنج، والطحالب، والأعشاب الخشنة  مثل عشب القطن، وعشب المستنقعات الأرجواني والاندفاع الصحي. مع تراجع الصفائح الجليدية للعصر الجليدي ج. عادت 11500 شجرة قبل الميلاد ويمكن لعلم الحفريات الأثرية تحديد أنواعها. كانت أولى الأشجار التي استقرت هي الصفصاف والبتولا والعرعر، تليها الآلدر والصنوبر. وبحلول 6500 قبل الميلاد، كانت درجات الحرارة أكثر دفئًا وغطت الغابات 90٪ من الوديان مع معظمها من الصنوبر والدردار والجير والبلوط. على تربة الحجر الجيري، كان البلوط أبطأ في الاستعمار وسادت الصنوبر والبتولا. حوالي 3000 قبل الميلاد، يشير الانخفاض الملحوظ في حبوب لقاح الأشجار إلى أن مزارعي العصر الحجري الحديث كانوا يزيلون الغابات لزيادة رعي الماشية المحلية، وتجد الدراسات في لينتون مايرز وإشتون تارن زيادة في أنواع المراعي. في المناطق غير المنفذة بشكل سيئ من حصى الرحى أو الصخر الزيتي أو الطين ، تغمر التربة السطحية بالمياه في الشتاء والربيع. هنا يؤدي قمع الأشجار جنبًا إلى جنب مع هطول الأمطار الغزيرة إلى حدوث مستنقع شامل يصل إلى 2 متر (7 قدم) سميكة. لا يزال تآكل الخث يكشف عن جذوع الأشجار القديمة.
 
تم تصنيف مناطق الحجر الجيري في بينينز في القمة البيضاء ،  يوركشاير ديلز  وأعلى تيسدال  كمحميات طبيعية أو مناطق نباتية مهمة من قبل مؤسسة الحياة النباتية الخيرية للمحافظة على النبات ،  وهي ذات أهمية وطنية بالنسبة لها الزهور البرية.

## الحيوانات

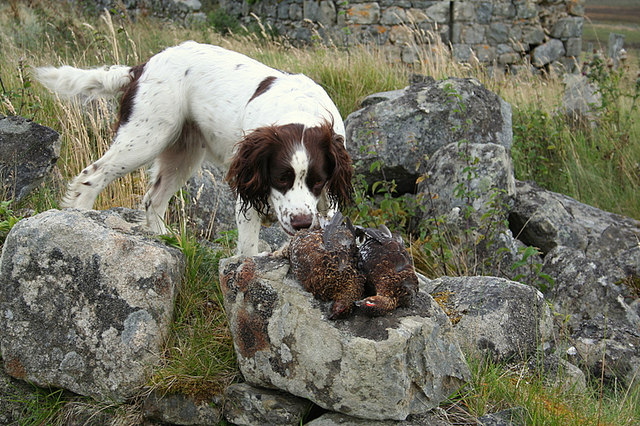
يعتبر إطلاق النار على الطيهوج الأحمر نشاطًا مهمًا اقتصاديًا في بينينز.

تتشابه الحيوانات في بينينز مع باقي أنحاء إنجلترا وويلز ، لكن المنطقة تستضيف بعض الأنواع المتخصصة. تم العثور على الغزلان في جميع أنحاء Pennines ويمكن العثور هنا على بعض أنواع الحيوانات النادرة في أماكن أخرى في إنجلترا. الأرانب البرية في القطب الشمالي، التي كانت شائعة في بريطانيا خلال العصر الجليدي وتراجعت إلى المرتفعات الأكثر برودة والتندرا بمجرد أن يسخن المناخ ، تم إدخالها إلى منطقة Dark Peak في منطقة Peak في القرن التاسع عشر.
تتم إدارة مساحات كبيرة من مستنقعات هيذر في بينينز لإطلاق النار مدفوعًا على الطيهوج الأحمر البري. لا يزال الطيهوج الأسود المتصل به والمتناقص موجودًا في الأجزاء الشمالية من بينينز. تشمل الطيور الأخرى التي تقع معاقل تكاثرها باللغة الإنجليزية في بينينز الزقزاق الذهبي، والشنقب، والكروان، والدنلين، والميرلين، والبومة قصيرة الأذنين، والأوزل الحلقية ، والتويت ،  على الرغم من أن العديد منها في الحد الجنوبي لتوزيعاتها وأكثر شائع في اسكتلندا.